# Dodesheide
Dodesheide, Osnabrück-Dodesheide – dzielnica miasta Osnabrück w Niemczech, w kraju związkowym Dolna Saksonia.